# José Vicente de Espantoso y Avellán
José Vicente de Espantoso y Avellán (Guayaquil, bautizado el 11 de abril de 1788-Guayaquil, 17 de octubre de 1842) fue un político ecuatoriano.

## Biografía
Nacido en la ciudad de Guayaquil, hijo del doctor Domingo de Espantoso y Castro abogado de la Real Audiencia de Quito, Padre General de Menores y Asesor del Cabildo; y de la señora Juana María de Avellán y Pacheco. Comenzó sus estudios primeros en el Colegio San Fernando de la orden de los Dominicanos en 1802, con tal solo 16 años fue denunciado por la Santa Inquisición por tener en su poder libros franceses. Se gradúa de abogado y en 1817 funge como Escribano del Cabildo y también como auditor de guerra. En 1819 reemplaza como Gobernador a Juan de Mendiburu último gobernador de la colonia. Es considerado prócer de la Independencia junto a su hermano José Antonio de Espantoso y Avellán. Miembro de la Junta de Electores Parroquiales el 29 de septiembre de 1820, Secretario de la Primera Junta de Gobierno de Guayaquil el 12 de octubre de 1820. Integró el Tribunal de Justicia formado por el nuevo gobierno junto con Francisco de Paula Ycaza Silva y  José María Maldonado y Torres. Tras la renuncia de José Joaquín de Olmedo el 14 de octubre se conforma una nueva Junta provisional junto con Escobedo y Ximena, pero poco después renuncia la cual fue aceptada el 24 de octubre de 1820. Esto debido a las actitudes poco democráticas del militar Escobedo. También fue Ministro de la Corte de Justicia en 1826 y Presidente de la Corte de Justicia del Guayas en 1839. Fue considerado por Simón Bolívar como su amigo. Tuvo con Francisca Chacón un hijo llamado Felipe.
Su firma consta entre las propuestas que el vecindario guayaquileño proponía al nuevo Gobierno liderado por Simón Bolívar en el que se pide la constitución del Departamento de Guayaquil.

## Fallecimiento
Fallece en su ciudad natal el 17 de octubre de 1842 siendo una de las víctimas de la epidemia de fiebre amarilla que golpeaba la población en ese entonces.